# Greenwald (Minnesota)
Greenwald es una ciudad ubicada en el condado de Stearns en el estado estadounidense de Minnesota. En el Censo de 2010 tenía una población de 222 habitantes y una densidad poblacional de 118,88 personas por km².

## Geografía
Greenwald se encuentra ubicada en las coordenadas 45°36′5″N 94°51′34″O / 45.60139, -94.85944. Según la Oficina del Censo de los Estados Unidos, Greenwald tiene una superficie total de 1.87 km², de la cual 1.87 km² corresponden a tierra firme y (0%) 0 km² es agua.

## Demografía
Según el censo de 2010, había 222 personas residiendo en Greenwald. La densidad de población era de 118,88 hab./km². De los 222 habitantes, Greenwald estaba compuesto por el 100% blancos, el 0% eran afroamericanos, el 0% eran amerindios, el 0% eran asiáticos, el 0% eran isleños del Pacífico, el 0% eran de otras razas y el 0% pertenecían a dos o más razas. Del total de la población el 0.9% eran hispanos o latinos de cualquier raza.